# 無尽蔵 (お笑いコンビ)
無尽蔵（むじんぞう）は、サンミュージックプロダクション所属のお笑いコンビ。2018年5月19日結成。

## メンバー
野尻（のじり、1998年8月14日 - ）（26歳）
- 本名：野尻 佐央（のじり さお）[2]
- ボケ・ネタ作り担当。立ち位置は向かって左。
- 千葉県浦安市出身。昭和学院秀英中学校・高等学校、東京大学文学部西洋史学専修課程卒業。
- 身長178cm、体重73kg。未婚。
- 趣味は、ゲーム、料理、ギター。特技は、餃子を素早く包むこと、イギリスに詳しいこと。柔道初段。

やまぎわ（1999年6月23日 - ）（26歳）
- 本名：山際 勘太（やまぎわ かんた）[2]
- ツッコミ担当。立ち位置は向かって右。
- 兵庫県出身。灘高等学校卒業、東京大学農学部農業経済学専攻卒業、東京大学大学院農業資源経済学専攻修了。
- 身長170cm、体重54kg。未婚。
- 趣味は、麻雀、ゲーム攻略、洋画、音楽鑑賞、小説、漫画。特技は、数独、生物オリンピック、化学。普通自動車免許。
- 会社勤務の傍ら芸人活動をしている。

## 略歴

### メンバー略歴
野尻は、小学4年生の頃からM-1グランプリをきっかけにお笑い芸人に憧れを抱く。バカリズムのオールナイトニッポンGOLDで高校2年生でネタメールを送り、それが初めて読まれたことも芸人になりたいと思ったきっかけの1つである。その後、東京大学に1年浪人の末合格し、2018年度に東京大学落語研究会（以後、落研）に入部する。ネタが面白い人に憧れている。
やまぎわは、もともとお笑いが好きだったこともあり、灘校の文化祭で行われる漫才大会「N-1グランプリ」に高校1年生から3年生まで毎年出場していた。東京大学に入学し、2018年度に落研に入部する。落研では、他のコンビやユニットも組み、そこではネタを書くこともあった。

### コンビ結成
東京大学落語研究会に2018年度に入部し、そこでコンビを結成する。2020年に学生お笑いの大会「ガチプロ」で優勝。2022年よりフリーを名乗り、そこから芸歴をカウントしている。「ガチプロ」優勝の縁からスカウトを受け、サンミュージックに入所。
M-1グランプリ2023では3回戦に進出して注目を集め、2024年、2025年にはK-PROのバトルライブ「若武者」で4ヶ月連続優勝を2回果たし、M-1グランプリ2024では準々決勝に進出するなどして頭角を現す。

## 芸風
主に漫才。様々な物事の起源や「もしも」の世界を想像するという設定の漫才を得意とする。

## 賞レースなどの成績

### Mｰ1グランプリ
| 年度             | 結果         | エントリーNo. | 会場                       | 日程       | 備考 |
| ---------------- | ------------ | ------------- | -------------------------- | ---------- | ---- |
| 2018年（第14回） | 2回戦進出    | 3919          | 雷5656会館ときわホール     | 2018/10/09 |      |
| 2020年（第16回） | 1回戦敗退    | 4260          | シダックスカルチャーホール | 2020/09/15 |      |
| 2022年（第18回） | 1回戦敗退    | 2938          | シダックスカルチャーホール | 2022/08/19 |      |
| 2023年（第19回） | 3回戦進出    | 202           | KANDA SQUARE HALL          | 2023/11/07 |      |
| 2024年（第20回） | 準々決勝進出 | 340           | ルミネtheよしもと          | 2024/11/22 |      |

### その他
- ガチプロ2020優勝[3]

- 第2回ゲームネタNo.1決定戦 ゲームネタグランプリ【ファミ通・電撃ゲームアワード2022】準優勝[11]
- UNDER5 AWARD2023 3回戦進出[12]
- 第44回ABCお笑いグランプリ最終予選進出[13]
- UNDER5 AWARD2024 準決勝進出[14]
- UNDER5 AWARD2025 決勝進出[15]
- 第46回ABCお笑いグランプリ最終予選進出[16]
- ナルゲキNEXT最強決定戦 優勝[17]

## 出演

### テレビ
- オールナイトフジコ（フジテレビ）- 2023年10月21日
- 冗談来人プレゼンツ　アオタガイグランプリ2023「予選漫才大会」- 2023年12月9日
- 冗談来人プレゼンツ　アオタガイグランプリ2024 - 2024年12月30日

### ラジオ
- さらば青春の光 東ブクロの学生芸人YOAKEMAE（ラジオ関西）-2021年4月18日
- 無尽蔵のエンドコンテンツ[18]（stand.fm）-2024年3月15日～
- ふんわり「渋谷・神南2丁目劇場」 (NHKラジオ第1) -2024年6月18日[19]
- マイナビLaughter Night（TBSラジオ） - 2024年8月16日（今週の1番獲得）[20]
- マイナビLaughter Night（TBSラジオ） - 2025年5月16日（今週の1番獲得）[21]

### 雑誌
- 週刊プレイボーイ - 2024年1月22日発売

### その他
- ダ・ヴィンチweb「尽き無い思考」-2025年5月8日開始[22]